# ウィリアム・ヘンリー・ホワイト (建築家)

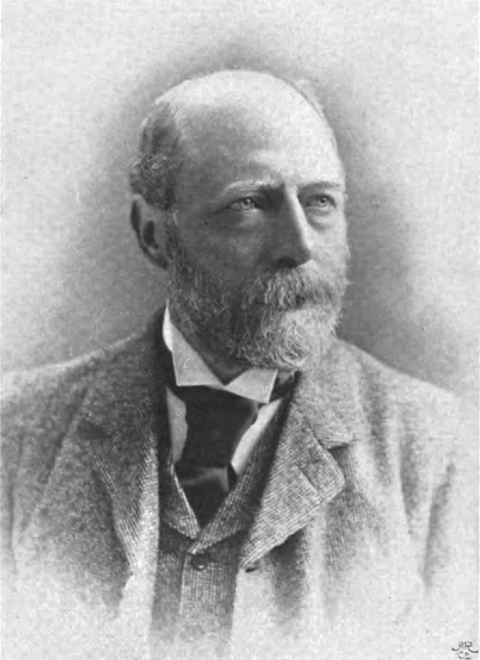
William Henry White, British Architect, 1838-1896

ウィリアム・ヘンリー・ホワイト（William Henry White, 1838-1896）は英国人建築家で、長らく王立英国建築家協会事務局長を務めた。
トーマス・ロジャー・スミスが王立英国建築家協会の準会員（Associate）と正会員（Fellow）の推薦人を務めた。

## 業績
・ロンドンで建築家修業を積み、20代末にパリに建築設計事務所を開設。もっぱらドイツ人銀行家シクラー（Schikler）から仕事を得て、彼がノルマンディ地方に所有するシャトーの修復営繕にかかわった。1860年代後半、ビジー城やマルチンバスト城の増改築工事を行っており、そこに後に明治政府雇用になるチャールズ・アルフレッド・シャストール・ド・ボアンヴィルが助手として働いていた。
・普仏戦争勃発とともにイギリスに戻り、父親の縁でインド省カルカッタ（コルカタの旧名）管区建築家に就任した。任期中にカルカッタのプレジデンシー・カレッジ他、多くの公共建築を設計したが、1872年にはイギリスに戻り、ロンドン郊外に新設になった王立インド工学校の建築学試験官となった。傍ら、建築雑誌『ビルダー』の編集主幹などを務め、1874年に王立英国建築家協会事務局次長、1878年からは事務局長を務めた。
・ボアンヴィルは明治政府との雇用契約を終え帰英すると、ホワイトの推薦で王立英国建築家協会会員となった。